# Marilyn Brain
Marilyn Brain   (Halifax, 14 d'abril de 1959) és una ex-remadora canadenca que va competir durant la dècada de 1980.
El 1984 va prendre part en els Jocs Olímpics de Los Angeles, on guanyà la medalla de plata en la competició del quatre amb timoner del programa de rem. Formà equip amb Barbara Armbrust, Angela Schneider, Lesley Thompson i Jane Tregunno.